# Dromidia dissothrix
Dromidia dissothrix is een krabbensoort uit de familie van de Dromiidae. De wetenschappelijke naam van de soort is voor het eerst geldig gepubliceerd in 1947 door Barnard.